# 沙霍沃农村居民点
沙霍沃农村居民点（俄语：Шаховское сельское поселение）是俄罗斯联邦别尔哥罗德州普洛霍罗夫卡区所属的一个农村居民点。其下辖有3个居民点，行政中心为沙霍沃。据2016年统计，该农村居民点的人口为328人。